# Resorcin
Resorcin (1,3-Dihydroxybenzol, 1,3-Benzoldiol) leitet sich formal vom Benzol ab. Der Benzolkern trägt zwei Hydroxygruppen in meta-Stellung. Es gehört zur Stoffgruppe der Phenole (Diphenole) und ist isomer zu Brenzcatechin (1,2-Dihydroxybenzol) und Hydrochinon (1,4-Dihydroxybenzol).
Resorcin bildet einen farblosen, bei Einwirkung von Luft oder Licht pinken, bittersüß schmeckenden Feststoff mit schwachem, charakteristischem Geruch. Es kommt natürlich im Holz der Roteiche vor. Verwendet wird Resorcin zur Herstellung von Farbstoffen und Kunststoffen, in der Reifenherstellung und in der Dermatologie.

## Geschichte
Erstmals wurde Resorcin im Jahr 1864 von den österreichischen Chemikern Heinrich Hlasiwetz und Ludwig Barth zu Barthenau am Universitätslaboratorium Innsbruck aus dem weihrauchähnlichen Galbanumharz isoliert.

## Vorkommen

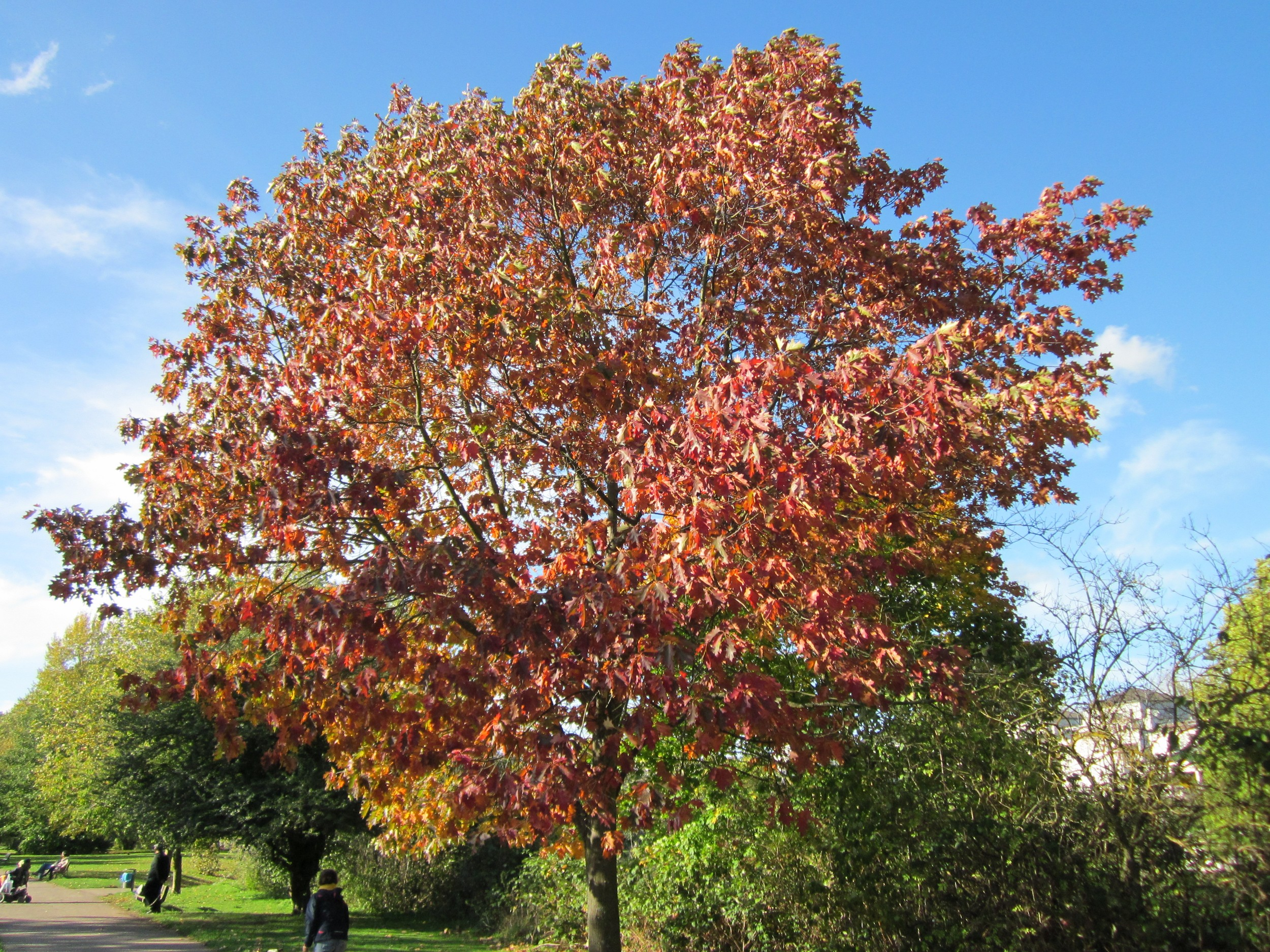
Roteichen enthalten natürlicherweise Resorcin

Natürlich kommt Resorcin im Holz der Roteiche vor.

## Gewinnung und Darstellung
Resorcin kann man durch Destillation von Naturharzen (lateinisch resina) gewinnen.
Technisch stellt man es durch Schmelzen von m-Benzoldisulfonsäure mit Natriumhydroxid (Alkalischmelze) her. Dabei fällt Natriumsulfit als Nebenprodukt an.
Heute ist das Alkalischmelze-Verfahren wegen der damit verbundenen hohen Salzfrachten obsolet und in der industriellen Praxis durch das von Heinrich Hock entwickelte und von den japanischen Firmen Sumitomo Chemical und Mitsui Chemicals adaptierte Cumolhydroperoxid-Verfahren ersetzt worden. Dabei wird 1,3-Diisopropylbenzol in der Flüssigphase bei Temperaturen von 80 bis 100 °C mit Luftsauerstoff zum 1,3-Diisopropylbenzol-dihydroperoxid (m-DHP) oxidiert und nach Abtrennung der Nebenprodukte in homogener Phase mit Schwefelsäure oder heterogen an sauren Alumosilikaten mit praktisch quantitativen Ausbeuten zu Resorcin und Aceton umgelagert.

## Eigenschaften

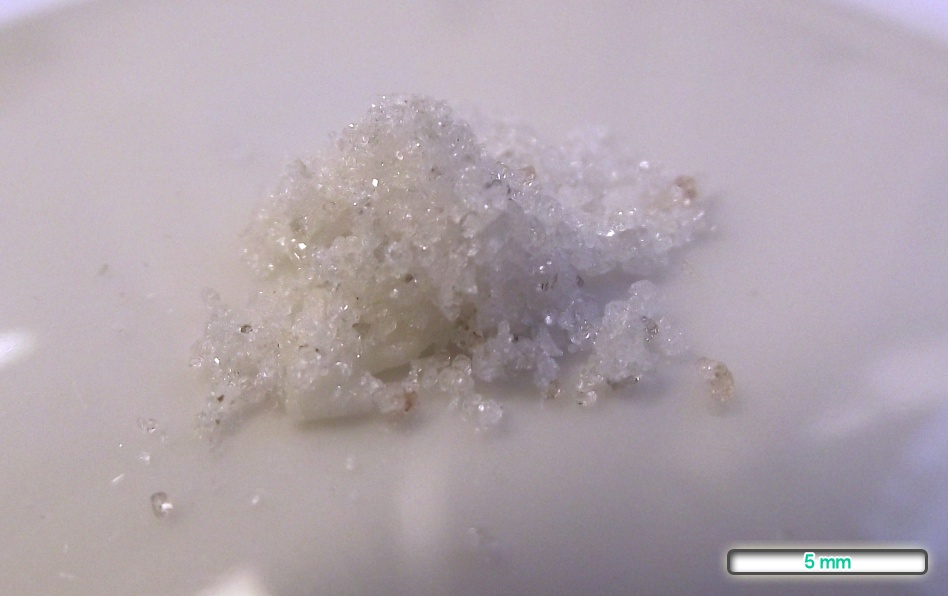
Resorcin auf einer Keramikschale: Farblose bis schwach graurosa Kristalle

### Physikalische Eigenschaften
Resorcin löst sich leicht in Wasser, Ethanol und Ether. Bei 20 °C lösen sich in 1 Liter Wasser 1400 Gramm Resorcin. Die gute Löslichkeit in Wasser wird vor allem durch Wasserstoffbrückenbindungen zwischen den beiden phenolischen Hydroxygruppen und den Lösemittelmolekülen verursacht.

### Chemische Eigenschaften
Mit Eisen(III)-chlorid-Lösung geht Resorcin eine für die Phenole charakteristische Farbreaktion ein; es bildet sich eine tiefviolette Lösung.
Wie alle Phenole wirkt Resorcin schwach sauer, da die phenolischen Hydroxygruppen leichter deprotoniert werden als alkoholische; die Säurekonstante für die erste Protolysestufe beträgt pKs = 9,48.
Im Gegensatz zu Brenzcatechin und Hydrochinon wirkt Resorcin nur schwach reduzierend und fällt aus ammoniakalischer Silbernitratlösung kein elementares Silber aus. Erst in der Hitze scheidet sich schwarzes Silber ab.
Auch eine alkalische Lösung färbt sich an der Luft nur sehr langsam gelb. Alkalische Lösungen von Brenzcatechin und Hydrochinon verfärben sich dagegen durch Einwirkung des Sauerstoffs rasch braun.
Außerdem lässt sich Resorcin zur Unterscheidung von Fructose und Glucose heranziehen. Mischt man Fructose, Resorcin und konzentrierte Salzsäure zusammen, ergibt sich eine markante Rotfärbung (Seliwanow-Probe). Dieser Nachweis ist äußerst hilfreich, da Fructose, als Ketohexose, eine positive Fehling-Probe liefert, aufgrund der leichten Umwandlung von Fructose zu Glucose, oder auch halbacetalische OH-Gruppen ausbildet.

### Reaktionen
Natriumamalgam reduziert das Resorcin zum Dihydroresorcin (1,3-Cyclohexandion), das mit konzentrierter Bariumhydroxidlösung beim Erhitzen auf 150–160 °C in 4-Acetylbuttersäure (5-Oxohexansäure, CAS-Nummer: 3128-06-1) übergeht.
Mit Bromwasser bildet sich 2,4,6-Tribromresorcin.
Wenn Brom im Überschuss eingesetzt wird, reagiert das 2,4,6-Tribromresorcin zu 2,4,4,6,6-Pentabrom-1-cyclohexen-3,5-dion weiter.
Durch Zugabe von Kaliumiodid kann diese Reaktion rückgängig gemacht werden.
Mit Säuren und Säurechloriden findet in Gegenwart wasserentziehender Mittel Acylierung statt, so entsteht bei der Reaktion mit Eisessig mit Zinkchlorid als Katalysator bei 145 °C Resacetophenon.
Mit den Anhydriden zweibasiger Säuren entstehen Fluoresceine, z. B. aus Phthalsäureanhydrid entsteht Fluorescein:
Mit Natriumnitrit bildet sich eine wasserlösliche, blaue Substanz, die sich bei Säurezugabe rot färbt. Diese Substanz wird als Lacmoid oder Resorcinblau bezeichnet und als Indikator eingesetzt.
Resorcin kondensiert mit Aldehyden, so bildet sich mit Formaldehyd in Gegenwart von Salzsäure als Katalysator das Methylendiresorcin. Mit Chloralhydrat bildet sich in Anwesenheit von Kaliumbisulfat als Katalysator das Lacton der Tetraoxydiphenylmethancarbonsäure.
In alkoholischer Lösung kondensiert Resorcin mit Natriumacetylacetat zu Methylumbelliferon.
Trinitroresorcin (Styphninsäure) wird bei Reaktion mit konzentrierter Salpetersäure und kalter konzentrierter Schwefelsäure gebildet. Styphninsäure und vor allem sein Bleisalz werden als Sprengstoffe eingesetzt.
Durch Carboxylierung mit Kaliumhydrogencarbonat kann in einer Kolbe-Schmitt-Reaktion 2,4-Dihydroxybenzoesäure hergestellt werden.
Mit Aldehyden kann Resorcin unter Brønstedt-Säurekatalyse zu Resorcinarenen kondensieren.

## Verwendung
Resorcin wird zur Herstellung von Farbstoffen, besonders Triphenylmethanfarbstoffen (Fluorescein, Eosin Y), und Kunststoffen (Phenoplaste) verwendet. Hauptverwendung von Resorcin und Resorcinharzen ist die Haftvermittlung zwischen den Gewebeeinlagen oder Stahlcord mit den Gummicompounds im Reifenbau (RFL-Dip). Resorcinformaldehydharze (Phenol-Resorcin-Formaldehyd-Kleber) werden als Klebstoff bei der Herstellung von Sperrholz und anderen Holzaufbauten verwendet. Neuere Anwendungen sind Flammschutzmittel auf Phosphorsäureesterbasis und lichtbeständige, transparente Polymere.
In hohen Dosen ist Resorcin giftig, in verdünnten Lösungen entfaltet es antiseptische Wirkung und wird daher in der Dermatologie zur Heilung von Ekzemen in Salben oder Haarwässern verwendet, wie auch als Keratolytikum bei Dermatosen der behaarten Kopfhaut.

## Sicherheitshinweise

### Toxizität und Metabolismus
Resorcin bildet in Ratten in Studien hauptsächlich Glucoroidkonjugate. Es ist giftiger als Phenol, aber weniger giftig als die anderen Dihydroxybenzole Brenzcatechin und Hydrochinon. Die Einnahme von zu hohen Dosen von Resorcin führt zu schweren Vergiftungserscheinungen, wie Hypothermie, Hypotension, Atembeschwerden und in Kindern auch zu Hämoglobinurie. Auch nach einer Verwendung in oben beschriebenen Salben kann es zu einer Intoxikation führen. In seltenen Fällen verursacht Resorcin Hautreizungen oder sogar Kontaktdermatitis.
Resorcin wird fast vollständig im Verdauungstrakt resorbiert. In Tierversuchen an Ratten zeigte sich ab einer Dosis von 260 mg/kg KG täglich eine erhöhte Sterblichkeit. Bei niedrigeren Dosen zeigten Studien auch über einen längeren Beobachtungszeitraum keine erhöhte Sterblichkeit unter Ratten. Es gibt keine hinreichenden Beweise für eine reprotoxische Wirkung, Resorcin kann weiterhin als nicht genotoxisch betrachtet werden. Bei einer zweijährigen Studie zur chronischen oralen Exposition gegenüber Resorcin an Ratten und Mäusen gab es keine Hinweise auf eine krebserregende Wirkung, weitere Untersuchungen konnten entweder nicht bewertet werden oder hatten uneinheitliche Ergebnisse. Insgesamt ist die Datenlage unzureichend, um die Kanzerogenität von Resorcin beim Menschen zu bewerten.

### Gefahrenbewertung
Resorcin wurde 2012 von der EU gemäß der Verordnung (EG) Nr. 1907/2006 (REACH) im Rahmen der Stoffbewertung in den fortlaufenden Aktionsplan der Gemeinschaft (CoRAP) aufgenommen. Hierbei werden die Auswirkungen des Stoffs auf die menschliche Gesundheit bzw. die Umwelt neu bewertet und ggf. Folgemaßnahmen eingeleitet. Ursächlich für die Aufnahme von Resorcin waren die Besorgnisse bezüglich Verbraucherverwendung, hoher (aggregierter) Tonnage und weit verbreiteter Verwendung sowie als potentieller endokriner Disruptor. Die Neubewertung fand ab 2016 statt und wurde von Finnland durchgeführt. Anschließend wurde ein Abschlussbericht veröffentlicht.
2019 wurde Resorcin erneut in die CoRAP-Liste aufgenommen. Ursächlich hierfür waren weiterhin die Besorgnisse bezüglich hoher (aggregierter) Tonnage und als potentieller endokriner Disruptor. Die Neubewertung lief seit 2019 und wurde von Frankreich durchgeführt. Im Anhang-XV-Bericht kam Frankreich 2020 zum Schluss, dass Resorcin in Bezug auf sein schilddrüsenschädigendes Potenzial wahrscheinlich schwerwiegende Auswirkungen auf die menschliche Gesundheit hat. Diese Position wurde zwar von einer Mehrheit des Ausschusses der Mitgliedstaaten gestützt, da aber kein Konsens erreicht werden konnte, wurde Resorcin bisher (Stand 03/2022) nicht als SVHC eingestuft, sondern lediglich zur Entscheidung an die Europäische Kommission weiter verwiesen.